# Peligro (pjesma)
"Peligro" je pjesma kolumbijske pjevačice Shakire. Objavljena je 29. siječnja 1993. godine kao prvi singl s njenog albuma Peligro. Pjesma je objavljena kao CD singl u Kolumbiji, nije objavljen kao međunarodni singl, zato se nije plasirala na ljestvicama.

## Videospot
Za pjesmu "Peligro" snimljen je spot u kojem se Shakira nalazi u vrtu s vodopadom. Spot je objavljen u isto vrijeme kada je objavljen i singl.